# سقاوه رباط زیارت
سقاوه رباط زیارت مربوط به اواخر دوره قاجار است و در شهرستان خواف، بخش مرکزی، روستای فدک واقع شده و این اثر در تاریخ ۱۲ بهمن ۱۳۸۱ با شمارهٔ ثبت ۷۴۸۰ به‌عنوان یکی از آثار ملی ایران به ثبت رسیده است.